# Narathura merguiana
Narathura merguiana är en fjärilsart som beskrevs av Corbet 1941. Narathura merguiana ingår i släktet Narathura och familjen juvelvingar. Inga underarter finns listade i Catalogue of Life.